# Burbank (South Dakota)
Burbank ist ein gemeindefreies Gebiet (unincorporated community) und ein Census-designated place im Clay County im Bundesstaat South Dakota in den USA. Bei der Volkszählung 2020 wurden 93 Einwohner gezählt.

## Geographie
Burbank liegt im Südosten von South Dakota, nahe dem Missouri River. Die Fläche des Ortes beträgt 0,8 km², ausschließlich Landfläche.

## Geschichte
Burbank wurde 1873 gegründet und erhielt seinen Namen zu Ehren von John A. Burbank, dem vierten Gouverneur des Dakota-Territoriums.
Ein Postamt mit dem Namen Burbank ist seit 1873 in Betrieb.

## Demographie
Laut der Volkszählung 2020 lebten in Burbank 93 Menschen. Es handelt sich um eine kleine ländliche Gemeinde mit niedriger Bevölkerungsdichte.